# Adolph von Poche

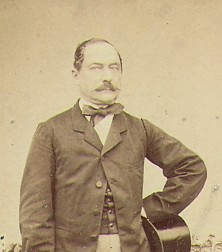
Adolph von Poche

Adolph Poche (ab 1853 Ritter von Poche und ab 1859 Freiherr von Poche) (* 9. Juni 1811 in Nischburg auf der Fürstenberg’schen Domäne Pürglitz; † 2. Mai 1893 in Wien) war Statthalter von Mähren.

## Leben
Adolph von Poche war der Sohn des Bergwerksbesitzers in Zbiroh in Böhmen, Franz Poche. Er wuchs in Hudlitz auf, wo sein Vater Besitz hatte und erhielt dort ersten Schulunterricht bei dem dortigen Dorfschullehrer. Poche studierte Rechtswissenschaften und trat in den Staatsdienst ein. 1847 wurde er Kreiskommissar in Brünn. Während der Märzrevolution wurde er im März 1848 Leiter des Präsidialbüros des Gubernium der Markgrafschaft Mähren unter Statthalter Leopold Lažansky. 1850 wurde er Statthaltereirat. 1853 wurde er als Hofrat zur Ofener Statthalterei versetzt und kurze Zeit später Vizepräsident der Statthaltereiabteilung in Kaschau. 1860 wurde er Vizepräsident der vereinigten Statthalterei in Ofen. Ab 1861 war er provisorischer Sektionschef im Staatsministerium. 1862 wurde er zum Statthalter von Mähren ernannt.
1863 wurde er für den Wahlbezirk der Landgemeinden 24. Kromau in den Mährischen Landtag gewählt und 1867 wiedergewählt. 1863 bis 1973 wurde er vom mährischen Landtag als Mitglied des Reichsrats gewählt. 1870 stimmte er dort gegen die Wünsche des Kabinetts Potocki. In der Folge wurde er als Statthalter abgesetzt und pensioniert. Er starb durch Selbstmord.

## Auszeichnungen
Am 20. Juli 1853 erhielt er den Orden der Eisernen Krone 3. Klasse und wurde in den Ritterstand erhoben. Am 10. November 1858 wurde er mit dem Kommandeurkreuz des Leopold-Ordens ausgezeichnet und 1859 in den Freiherrenstand aufgenommen. Aus erster Ehe hatte Freiherr von Poche nur eine früh verstorbene Tochter, Henriette (1853–1869). Mit „Allerhöchstem Handschreiben“ (des Kaisers) vom 10. Juni und nachfolgendem Diplom vom 26. Juli 1864 wurde die Übertragung von Poches Freiherrenstand auch auf die Stiefkinder aus seiner zweiten Ehe, Richard, Eugen und Franziska Lettmayer genehmigt. Diese führten dann den Namen Poche-Lettmayer. Eugen von Poche-Lettmayer wurde 1879 Landtagsabgeordneter. 
Am 18. Mai 1862 erhielt er mit der Übernahme des Statthalterpostens den Charakter eines Geheimrats. Am 30. April 1867 erhielt er den Orden der Eisernen Krone 1. Klasse.